# Hälleforsnäs
Hälleforsnäs ist eine Ortschaft (Tätort) in der schwedischen Provinz Södermanlands län und der historischen Provinz Södermanland.

## Geschichte
Der Ort in der Gemeinde Flen ist aus einem 1659 gegründeten Eisenhüttenwerk erwachsen, das von seiner Gründung bis in die 1970er-Jahre das Hauptgewerbe des Umkreises war.

## Kultur
In Hälleforsnäs existiert mit dem „Kolhusteatern“ ein Theater in einem der alten Kohlehäuser.

## Sport
Im Ort ist der Bandy-Verein Hälleforsnäs IF ansässig, dessen Herrenmannschaft bereits in der höchsten Bandyliga Schwedens spielte.